# Várzea (foresta alluvionale)

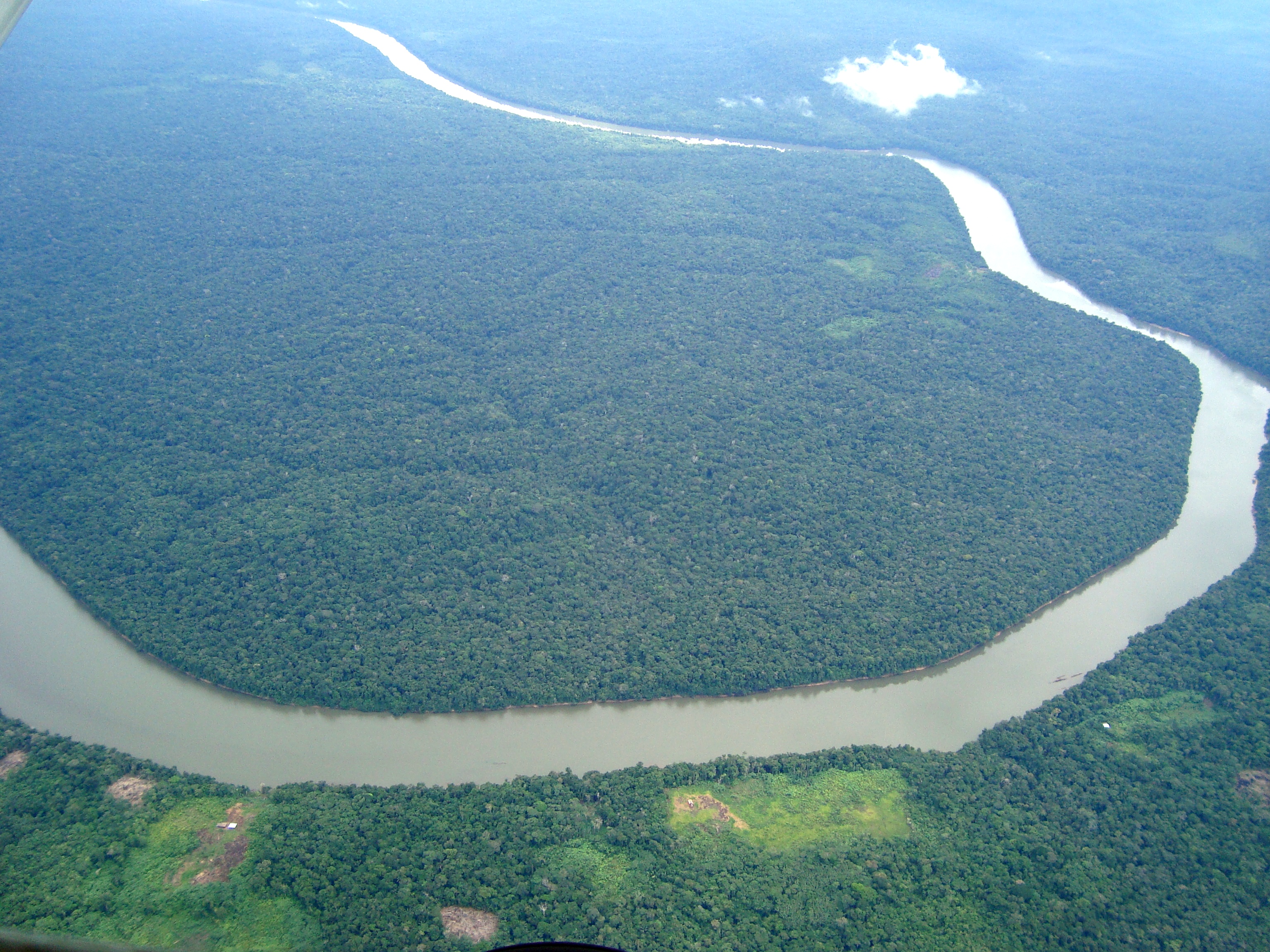
Un fiume dell'Amazzonia

La várzea è un tipo di foresta tropicale inondata dalle acque del bacino del Rio delle Amazzoni. Ha molte più affinità, da un punto di vista biologico, con le foreste del Centro America piuttosto che con la flora della zona equatoriale.
Peculiarità di tale tipo di foresta è l'estrema ricchezza del suolo da un punto di vista nutritivo, dovuta alle frequenti inondazioni, che la rendono tra le zone maggiormente fertili dell'intera Amazzonia.